# Alexandre de La Patellière
Pour les articles homonymes, voir Famille Dubois de La Patellière.
Alexandre Dubois de La Patellière, dit Alexandre de La Patellière,  né le 24 juin 1971 à Paris, est un scénariste, dramaturge, réalisateur et producteur français. Il est le fils du metteur en scène et scénariste Denys de La Patellière. 
De trois ans son aîné, son frère Fabrice de La Patellière est le directeur de la fiction de Canal+ depuis 2002.

## Biographie
Il a commencé sa carrière cinématographique comme assistant réalisateur, puis comme script-doctor, avant de devenir le directeur du développement des longs-métrages chez RF2K, auprès de Dominique Farrugia et Olivier Granier, entre 1997 et 2001.
Il rejoint ensuite Method Films et Onyx Films, la société de production d'Aton Soumache, pour travailler avec Matthieu Delaporte à la conception et l’écriture de Renaissance, de Christian Volckman, (sortie mars 2006, pré-sélectionné aux Oscars, Cristal du long métrage au Festival international du film d'animation d'Annecy 2006). De leur collaboration naissent de nombreux projets, autant dans la série que le long-métrage. Ils écrivent les séries Skyland, Mikido, Jet Groove. Pour le cinéma, ils écrivent ou coécrivent, notamment, Les Parrains de Frédéric Forestier (avec Gérard Lanvin et Jacques Villeret), The Prodigies, adaptation de La Nuit des enfants rois réalisé par Antoine Charreyron et Le Rémanent.
En 2005, Alexandre de La Patellière coécrit (avec Julien Rappeneau) et produit pour Onyx Films le premier long-métrage de Matthieu Delaporte, La Jungle, une comédie urbaine décalée.
Après avoir coécrit avec Matthieu Delaporte et Julien Rappeneau le scénario de la comédie RTT de Frédéric Berthe avec Kad Merad, il signe également avec Matthieu Delaporte et Richard Berry l'adaptation de L'Immortel que réalise Richard Berry, avec Jean Reno et Kad Merad. Alexandre de La Patellière, toujours accompagné de Matthieu Delaporte a aussi travaillé à l’adaptation du Petit Prince de Saint-Exupéry, celle du Petit Nicolas et aussi de la série animée Iron Man.
En 2009, il est également, avec Matthieu Delaporte, producteur associé de Sweet Valentine, premier film d'Emma Luchini.
En 2012, il écrit avec Delaporte le scénario du film français "Il était une fois, une fois".

## Théâtre

### Auteur
- 2010 : Le Prénom en collaboration avec Matthieu Delaporte, mise en scène Bernard Murat, théâtre Édouard-VII
- 2014 : Un dîner d'adieu en collaboration avec Matthieu Delaporte, mise en scène Bernard Murat, théâtre Édouard-VII
- 2016 : Tout ce que vous voulez en collaboration avec Matthieu Delaporte, mise en scène Bernard Murat, théâtre Édouard-VII
- 2020 : Par le bout du nez en collaboration avec Matthieu Delaporte, mise en scène Bernard Murat, théâtre Antoine

## Filmographie

### Réalisateur
- 2012 : Le Prénom en collaboration avec Matthieu Delaporte
- 2019 : Le meilleur reste à venir en collaboration avec Matthieu Delaporte
- 2024 : Le Comte de Monte-Cristo en collaboration avec Matthieu Delaporte

### Scénariste

#### Cinéma
- 2005 : Les Parrains de Frédéric Forestier
- 2006 : Renaissance de Christian Volckman
- 2006 : La Jungle de Matthieu Delaporte
- 2008 : Les Dents de la Nuit de Vincent Lobelle et Stephen Cafiero
- 2009 : RTT de Frédéric Berthe
- 2010 : L'Immortel de Richard Berry
- 2011 : The Prodigies de Antoine Charreyron
- 2012 : Il était une fois, une fois de Christian Merret-Palmair
- 2012 : Le Prénom en collaboration avec Matthieu Delaporte
- 2014 : Un illustre inconnu en collaboration avec Matthieu Delaporte
- 2015 : Il nome del figlio de Francesca Archibugi
- 2015 : Papa ou Maman de Martin Bourboulon
- 2016 : Papa ou Maman 2 de Martin Bourboulon
- 2019 : Le meilleur reste à venir en collaboration avec Matthieu Delaporte
- 2021 : Envole-moi de Christophe Barratier
- 2023 : Les Trois Mousquetaires : D'Artagnan de Martin Bourboulon
- 2023 : Les Trois Mousquetaires : Milady de Martin Bourboulon
- 2024 : Le Comte de Monte-Cristo en collaboration avec Matthieu Delaporte
- 2026 : Astérix : Le Royaume de Nubie d'Alexandre Heboyan

#### Télévision
- 2005 : Skyland, le nouveau monde
- 2006 : Mikido
- 2009-2011 : Le Petit Nicolas (création)
- 2012 : Le Petit Prince
- 2015 : Pirate Express
- 2022 : Le Petit Nicolas : Tous en vacances (création)

### Producteur
- 2006 : La Jungle de Matthieu Delaporte
- 2012 : Le Prénom de lui-même (co-production en collaboration avec Matthieu Delaporte via Fargo Films)
- 2014 : Un illustre inconnu de Matthieu Delaporte
- 2015 : Papa ou Maman de Martin Bourboulon
- 2015 : Mune : Le Gardien de la Lune de Benoît Philippon et Alexandre Heboyan
- 2016 : Papa ou Maman 2 de Martin Bourboulon

## Distinctions

### Récompenses
- Prix SACD 2011 : prix Nouveau Talent Théâtre de la SACD

### Nominations
- Molières 2011 : Molière de l'auteur francophone vivant pour Le Prénom
- César 2013 : meilleur film et meilleure adaptation pour Le Prénom
- Globes de cristal 2015 : meilleure pièce de théâtre pour Un dîner d'adieu
- César 2025 : 
  - Meilleure réalisation pour Le Comte de Monte-Cristo (avec Matthieu Delaporte)
  - Meilleure adaptation pour Le Comte de Monte-Cristo (avec Matthieu Delaporte)